# Ciușlea, Vrancea
Ciușlea este un sat în comuna Garoafa din județul Vrancea, Moldova, România.
Satul Ciușlea este cel mai mare sat component al comunei Garoafa, sat care a luat fiinta in urma cu circa 500 de ani.

## Numele localității
Denumirea satului, asa cum spune o legenda, transmisa din batrini; intemeietorii erau agricultori dar si crescatori de animale, faceau negot cu cereale si le carau cu care cu boi si carute cu magari, dar numarul magarilor fiind mai mare denumirea satului deriva de la ,„cius-magarus”.

## Localizare
Satul se afla intre bazinele hidrografice ale raului Putna la sud si a raului Siret la nord folosite in principal la adaparea animalelor si in apropiere de Padurea Neagra; el este un potential centru de agrement fiind foarte aproape de amenajarea hidrografica de pe raul Siret (Barajul Movileni). Pana in anul 1968 Ciușlea era comuna si facea parte din raionul Panciu, regiunea Galati. O data cu reorganizarea administrativ teritoriala din 1 august 1968 a luat fiinta comuna Garoafa prin unirea comunelor Ciușlea si Faurei. 

## Învățământ
Scoala, ca institutie, a luat fiinta in satul Ciuslea in jurul anului 1900,ca scoala cu 4 clase, primul invatator fiind Blindu Petrache, de altfel in casa caruia si fuctiona scoala. Apoi scoala si-a mutat sediul de mai multe ori pana in anul 1960 cand s-a construit actuala scoala, cu clase I-VIII, la inceput cu 5 sali de clasa, doua cancelarii, un hol, o biblioteca, o camera de materiale. În anul 1971 cladirea s-a extins cu inca 3 sali de clasa, un hol si o camera pentru secretariat. Scoala este construita din caramida, invelita cu tabla, are instalatie electrica, incalzire cu sobe de teracota, un grup sanitar cu apa curenta cu hidrofor, doua magazii si un teren de sport.